# Pisseta

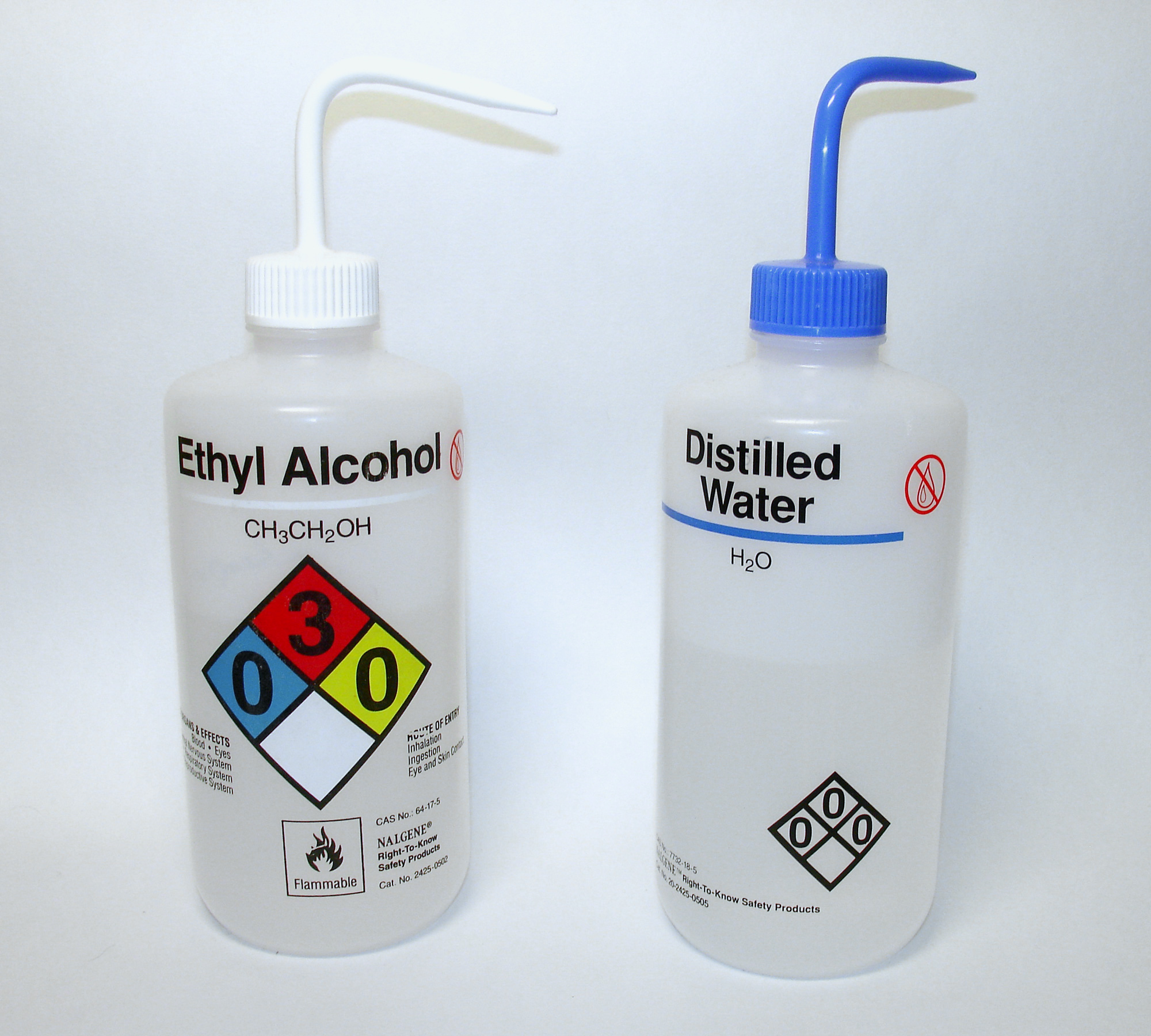
Pissetas de laboratório

Pisseta é um recipiente de uso laboratorial no qual se armazenam compostos de diversas naturezas. Normalmente utiliza-se a pisseta para se por água destilada ou água desmineralizada e destina-se a descontaminação, lavagem de materiais ou utensílios de laboratório em geral e também para aplicações em outros recipientes quando a quantidade a ser aplicada não interfere no resultado.